# 科莱丹基塞
科莱丹基塞（義大利語：Colle d'Anchise），是意大利坎波巴索省的一个市镇。总面积15.8平方公里，人口812人，人口密度51.4人/平方公里（2009年）。ISTAT代码为070020。